# Johann Piscator
Johannes Piscator (Strassburg, 1546. március 27. – Herborn, 1625. július 26.) elzászi német református teológus, Biblia-fordító.

## Leben
Szülővárosában végezte a gimnáziumot és ugyanott kezdte az egyetemet, majd Tübingenben folytatta. Mivel az evangélikus felekezet helyett a reformátust választotta, 1573-ban el kellett hagynia a strassburgi professzori állását, 1576-ban pedig a heidelbergit. 1578-tól a siegeni iskola rektora volt, 1581-től pedig a moersi gimnáziumé. 1584-től haláláig a herborni főiskolán tanított teológiát, melynek ő volt az első rektora. Tankönyvek, aforizmák és bibliamagyarázatok mellett a nevéhez fűződik az első német nyelvű református Biblia-fordítás (1602-1604), amely a harmadik teljes német fordítás volt a Luther-Biblia és a zürichi Biblia után. Bernben, az alsó-Rajna mentén és más református területeken ez a fordítás sokáig használatban maradt. Filozófiai munkáival a francia Petrus Ramus követője volt.

## Fordítás
- Ez a szócikk részben vagy egészben a Johannes Piscator című német Wikipédia-szócikk ezen változatának fordításán alapul.  Az eredeti cikk szerkesztőit annak laptörténete sorolja fel. Ez a jelzés csupán a megfogalmazás eredetét és a szerzői jogokat jelzi, nem szolgál a cikkben szereplő információk forrásmegjelöléseként.